# 王念好
王念好（2005年4月29日—），為台灣棒球選手，具阿美族背景，目前效力於中華職棒富邦悍將，守備位置為三壘手、一壘手。其於2023年選秀會中被富邦悍將以第1指名選中，簽約金555萬元，外加175萬激勵獎金。
2023年10月22日於嘉義市立棒球場對上統一7-ELEVEn獅的比賽中，王念好先發擔任第六棒一壘手，為生涯首場出賽。

## 經歷
- 台東縣三民國小少棒隊
- 台東縣泰源國中青少棒隊
- 桃園市北科附工青棒隊[4]

## 外部連結
- 王念好在台灣棒球維基館上的頁面（繁體中文）
- 王念好在中華職棒官網
- 王念好在Baseball-Reference.com（小聯盟以及海外聯盟）（英语）